# 洛尔日 (卢瓦-谢尔省)
洛尔日（法語：Lorges，法語發音：[lɔʁʒ]）是法国卢瓦-谢尔省的一个市镇，属于布卢瓦区。

## 地理
洛尔日（47°49'25"N, 1°29'54"E）面积13.52 平方千米，位于法国中央-卢瓦尔河谷大区卢瓦-谢尔省，该省份为法国中北部省份，北起厄尔-卢瓦省，东北接卢瓦雷省，东南接谢尔省，南至安德尔省，西南接安德尔-卢瓦尔省，西北接萨尔特省。
与洛尔日接壤的市镇（或旧市镇、城区）包括：克拉旺、布里尤、孔克里耶、若讷、罗什、圣洛朗德布瓦、维莱尔曼。

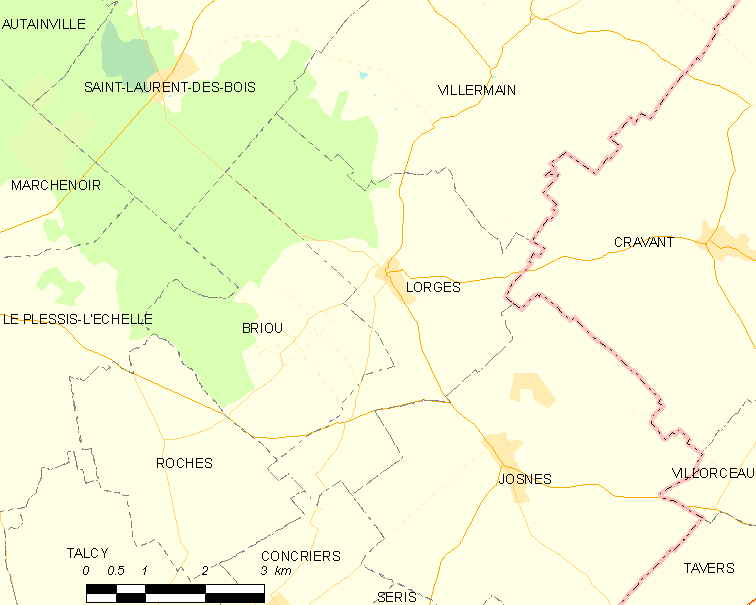
的OSM定位图

洛尔日的时区为UTC+01:00、UTC+02:00（夏令时）。

## 行政
洛尔日的邮政编码为41370，INSEE市镇编码为41119。

## 政治
洛尔日所属的省级选区为拉博斯县。

## 人口

1962-2008年间人口变化图示

洛尔日于2022年1月1日时的人口数量为353人。